# Centre international d’agriculture tropicale
Vous pouvez aider à l'améliorer ou bien discuter des problèmes sur sa page de discussion.
- Il ne cite pas suffisamment ses sources. Vous pouvez indiquer les passages à sourcer avec {{référence nécessaire}} ou {{Référence souhaitée}}, et inclure les références utiles en les liant aux notes de bas de page. (Marqué depuis avril 2023)
- Son texte doit être wikifié : il ne correspond pas à la mise en forme Wikipédia (style, typographie, liens internes, liens entre les wikis, etc.). (Marqué depuis avril 2023)
- Il est à actualiser. Certains passages sont obsolètes ou annoncent des événements désormais passés. (Marqué depuis avril 2023)

- Archive Wikiwix
- Bing
- Cairn
- DuckDuckGo
- E. Universalis
- Gallica
- Google
- G. Books
- G. News
- G. Scholar
- Persée
- Qwant
- (zh) Baidu
- (ru) Yandex
- (wd) trouver des œuvres sur Wikidata

Le Centre international d'agriculture tropicale, ou Centro Internacional de Agricultura Tropical (CIAT), est une organisation internationale sans but lucratif chargée de conduire des recherches dans les domaines social et environnemental pour lutter contre la faim et la pauvreté et préserver les ressources naturelles des pays en voie de développement.
Elle fait partie du Groupe consultatif pour la recherche agricole internationale (CGIAR), qui comprend quinze centres partageant les mêmes objectifs à l'échelle mondiale et œuvrant en collaboration avec les agriculteurs, les scientifiques et les responsables politiques. 

## Missions
Réduire la faim et la pauvreté dans les régions tropicales grâce à une recherche participative en vue d'améliorer la productivité  de l'agriculture et la gestion des ressources naturelles.
Le CIAT est financé par des subventions venant de nombreux pays, ainsi que de fondations privées et d'organisations internationales.

## Historique
Le CIAT a été fondé en 1967. Son siège est situé à Palmira, dans la région de Valle del Cauca, en Colombie. Depuis ce siège, le CIAT coordonne des projets en Colombie et dans d'autres pays d'Amérique latine, d'Afrique et d'Asie. Plus de la moitié de son personnel se répartit entre diverses agences régionales dans le monde.  
Depuis ses débuts, le CIAT a obtenu des résultats appréciables dans l'amélioration génétique de quatre cultures : haricots, manioc, fourrages tropicaux et riz.
Vers la fin des années 1980, le CIAT a engagé un programme de recherches sur la gestion des ressources naturelles. Cet effort est focalisé sur trois grands agroécosystèmes : collines, bordures forestières et plaines.
À la fin des années 1990, le CIAT a renforcé ses capacités scientifiques en biotechnologie ressources génétiques, gestion des maladies et ravageurs, des sols et de la nutrition des plantes, des systèmes d'information géographique, et des méthodes de recherches participatives avec les agriculteurs.
En 2002 le CIAT a fusionné avec le  Centre sur la biologie et la fertilité des sols tropicaux, ou Tropical Soil Biology and Fertility Center (TSBF).
En 2007 l'organisation compte trois grands programmes, sur l'agrobiodiversité, l'homme et les agroécosystèmes, le TSBF. Il est fortement implanté en Afrique (sols, haricots), en Amérique latine (riz, manioc, fourrages), avec des opérations en Asie du Sud-Est (manioc, fourrages).